# 閩南海商
閩南海商是歷史上由閩南人或閩南裔所建構的海洋貿易武裝集團，主要活動於中國沿海、日本、朝鮮、台灣以及東南亞等地。根據漢代文獻描述，福建在閩越國時期已有相當發達的傳統造船業，在當時的北方人眼裡，閩越人是一支十分善於造舟航行的百越民族。唐代時，閩南人已掌握當時最先進的造船能力和航海技術。至宋元時期，位於閩南的泉州港已成為世界第一大港，而福建船是當時最優秀的船艦。至明代以後，閩南海商已然是當時東方世界抱持著世界主義的貿易強權，被17世紀至遠東貿易的荷蘭人譽為「海上馬車夫」。閩南海商勢力也是代表明朝當局的鄭和得以成功完成下西洋壯舉的重要因素。明代中末期，閩南海商與日本九州倭寇合流，故又有「假倭」之稱；此時的閩南海商已達到富可敵國之巔峰，成為政府當局一面打擊又一面攏絡的對象，其中以李旦、鄭芝龍與鄭成功父子最具有代表性。清代初期，延續鄭氏父子的明鄭勢力與立國台灣南部的東寧政權以航海實力與滿清對峙20餘年，而清廷最終仍是藉著同為閩南人的施琅才得以消滅鄭氏。鄭氏消亡後，閩南人持續展現優異的航海實力與成就，包含橫渡黑水溝、郊商航運、鎮海王蔡牽、控制東亞及東南亞的華商網絡等。

## 歷史

### 起源
10至13世紀，宋元時代，當時的位於福建的泉州港是「世界最大貿易港」，河洛人亦在此時為中國開啟了海上絲綢之路，開始與印度人、波斯人和阿拉伯人建立密切的海上貿易互動。明代時，更幫助明帝國完成鄭和下西洋的壯舉。

## 註解
1. ↑  《漢書 · 嚴助傳》：「(閩)越方外之地，斷髮紋身之民也，以處溪谷之間，篁竹之中，習於水斗，便於用舟。」
2. ↑  《太平寰宇記 · 泉州風俗》：「泉郎，即此州之夷戶，亦日遊艇子……散居山海，至今種類尚繁，其居止常在船上，兼結廬海畔，隨時隨徙，船式頭尾尖高，當中平闊，衝破逆浪，都無畏懼，名曰了烏船。」
3. ↑  《唐會要 · 卷八七》：「臣弟聽思昔曾任雷州刺史。家人隨海船至福建往來。大船一隻。可致千石。自福建不一月至廣州。得船數十艘。便可致三五萬石。」
4. ↑  《忠穆集 · 卷二》：「南方木性與水相宜，故海舟以福建為上，廣東船次之，溫、明船又次之。」
5. 1 2  莊國土，論17－19世紀閩南海商主導海外華商網絡的原因 （页面存档备份，存于）